# ハルコロ
ハルコロ（Harukor）は、日本の東京都新宿区百人町に2011年5月に開店したアイヌ料理および北海道創作料理の店である。2018年時点で、北海道以外では唯一のアイヌ料理店とされる。
店名は、アイヌ語で「ハル（食べ物）」と「コロ（持つ）」を意味し、「食べ物に困らないように」という願いをこめて命名された。Harukorのカタカナ表記は、正確には「ハルコㇿ」となり、「ロ」が小さく書かれる。

## 概要

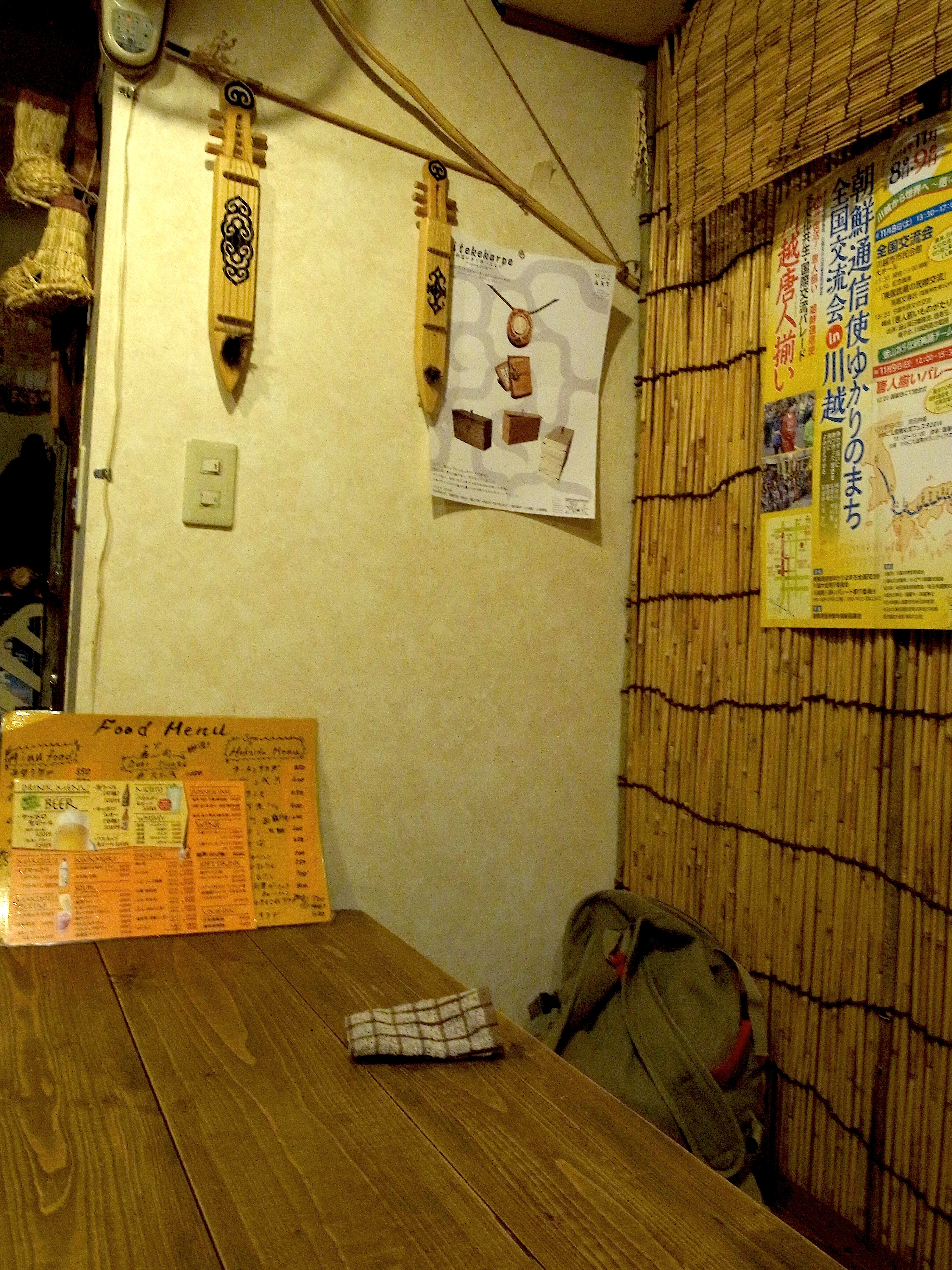
ハルコロの店内

1983年、関東地方のアイヌにより「アイヌ民族の現在を考えるレラの会」が設立される。初代会長をつとめた西村ハツエらの「関東にアイヌが集う場所をつくりたい」という思いから、1994年、東京・早稲田にアイヌ料理店「レラ・チセ（風の家）」が開業する。レラ・チセはその後、東京の中野に移転したが、資金難で2009年に閉店する。
レラ・チセに関わっていた母子（宇佐タミエ・宇佐照代）が、アイヌ料理を広め、アイヌが集う場を維持したいと2011年に新大久保に「ハルコロ」を開店した。アイヌ料理の提供に留まらず、首都圏に暮らすアイヌやその他の人々との交流の場、アイヌ文化の拠点的な役割を果たす。「チャランケ祭」などのイベントにも出店する。店内に『ゴールデンカムイ』の作者・野田サトルのサインがあり、作品のファンも訪れる。
2025年3月15日よりハルコロを舞台にしたドキュメンタリー映画『そして、アイヌ』が劇場公開された。

## 料理監修
- 『ゴールデンカムイ 公式ファンブック 探究者たちの記録』集英社、2020年。オハウ、ムニニイモなどのレシピを監修[11][12]
- 『月刊MOE』2022年12月号「ゴールデンカムイ特集」白泉社。アシリパさんが作るチタタプ、オハウなどのレシピを監修[13][14]。

## メディア出演
- 『NHKニュース おはよう日本』NHK、2015年1月27日[7]。
- 『小さな旅』「“東京エスニックタウン”～新大久保駅界わい～」NHK、2019年4月13日[15][16]。
- 『アトラス・オブスキュラ』2021年[17][18]
- 『アシタノカレッジ』「東京に住むアイヌのライフヒストリー」TBSラジオ、2022年5月9日 - 店主の宇佐照代がゲスト出演し、東京での暮らし、アイヌ文化についての思い、ニュージーランドのマオリとの縁、ハルコロについてなどを語った[19]
- 『アシタノカレッジ』「崎山敏也記者の「さっきーの現場報告」「ハルコロ」の宇佐照代さんの「サケの思い出」についての報告」[20]
- 『STV創立65周年記念【KAKAR ～アイヌ文化を紡ぐ～】』「宇佐照代さん 民族の誇りを持って生きていく」札幌テレビ放送、2023年3月30日[21]

### 映画
- ドキュメンタリー映画『そして、アイヌ』2025年3月15日劇場公開[22][23]。